# Flabelligera pruvoti
Flabelligera pruvoti är en ringmaskart som beskrevs av Fauvel 1930. Flabelligera pruvoti ingår i släktet Flabelligera och familjen Flabelligeridae. Inga underarter finns listade i Catalogue of Life.